# Język dakka
Język dakka – język austronezyjski używany w prowincji Celebes Zachodni w Indonezji (kecamatan Wonomulyo, kabupaten Polewali Mandar). Według danych z 1987 roku posługuje się nim 1500 osób. 
Wyraźnie zagrożony wymarciem, przyczynia się do tego wysoki udział ludności napływowej. Wśród młodszego pokolenia jest wypierany przez język indonezyjski. W regionie używane są również języki bugijski i mandarski.
Nie wykształcił piśmiennictwa.